# Adam Davidson
Adam Davidson est un réalisateur, producteur et acteur américain né le 13 août 1964 à Los Angeles.

## Filmographie

### Réalisateur
- 1989 : The Lunch Date
- 1998 : New York, police judiciaire (1 épisode)
- 2000 : Wat Past Cool
- 2001 : FBI Family (1 épisode)
- 2001-2002 : The Chronicle (4 épisodes)
- 2002 : Invisible Man (1 épisode)
- 2002 : Monk (1 épisode)
- 2004 : Jake 2.0 (1 épisode)
- 2004 : LAX (2 épisodes)
- 2005 : La Vie comme elle est (1 épisode)
- 2005 : For Norman: Wherever You Are
- 2005 : Six Feet Under (1 épisode)
- 2005 : Lost : Les Disparus (1 épisode)
- 2005-2006 : Grey's Anatomy (4 épisodes)
- 2006 : Secrets of a Small Town (1 épisode)
- 2006 : Deadwood (1 épisode)
- 2006 : Esprits criminels (2 épisodes)
- 2007 : Rome (1 épisode)
- 2007 : John from Cincinnati (1 épisode)
- 2007-2008 : Shark (6 épisodes)
- 2007-2011 : Big Love (5 épisodes)
- 2008 : Saving Grace (1 épisode)
- 2008 : The Ex List (1 épisode)
- 2009 : Kings (1 épisode)
- 2009 : Lie to Me (3 épisodes)
- 2009 : True Blood (1 épisode)
- 2009-2015 : Community (8 épisodes)
- 2010 : Fringe (1 épisode)
- 2010 : United States of Tara (2 épisodes)
- 2010 : Entourage (1 épisode)
- 2010 : The Good Guys (1 épisode)
- 2010 : Friday Night Lights (2 épisodes)
- 2010-2011 : Parenthood (6 épisodes)
- 2010-2011 : Hung (3 épisodes)
- 2011 : The Middle (1 épisode)
- 2011-2012 : Treme (2 épisodes)
- 2011-2014 : Suburgatory (3 épisodes)
- 2011-2014 : Hell on Wheels : L'Enfer de l'Ouest (5 épisodes)
- 2012 : Awake (1 épisode)
- 2012 : Suits, avocats sur mesure (1 épisode)
- 2012 : Wedding Band (1 épisode)
- 2012 : Made in Jersey (2 épisodes)
- 2013 : Elementary (1 épisode)
- 2013 : Low Winter Sun (1 épisode)
- 2013 : Masters of Sex (1 épisode)
- 2013-2014 : Following (2 épisodes)
- 2014 : Intelligence (1 épisode)
- 2014 : Rake (1 épisode)
- 2014 : Mixology (1 épisode)
- 2014 : TURN (1 épisode)
- 2014 : Bad Teacher (1 épisode)
- 2014 : Kingdom (2 épisodes)
- 2014 : About a Boy (4 épisodes)
- 2015 : Fear the Walking Dead (3 épisodes)
- 2015 : Flesh and Bone

### Producteur
- 2007-2008 : Shark (9 épisodes)
- 2009 : Lie to Me (12 épisodes)
- 2012 : Made in Jersey (3 épisodes)
- 2015 : Fear the Walking Dead (5 épisodes)

### Acteur
- 1996 : En route vers Manhattan : l'ex-petit-ami de Libby
- 1997 : Un mariage d'amour : le petit-ami de Tiffany
- 1999 : Navrat ztraceného raje : Adam
- 2000 : Nature Boy : Mel (1 épisode)
- 2000 : Way Past Cool : Officier Hoover
- 2002 : Pop Life : Donny
- 2009 : Irene in Time : Gordon